# Devotional Tour
Die Devotional Tour war eine weltweite Konzerttournee der britischen Synthie-Pop-/Synth-Rock-Band Depeche Mode, auf der die Gruppe ihr 1993 veröffentlichtes siebtes Studioalbum Songs of Faith and Devotion vorstellte.

## Hintergrund
Die Tour begann mit dem Auftaktkonzert in Lille am 19. Mai 1993 und endete am 20. Dezember des gleichen Jahres mit dem Abschlusskonzert in London. Insgesamt beinhaltete die Devotional Tour 96 Auftritte in Europa und Nordamerika. Eine weitere Tournee zur Unterstützung von Songs of Faith and Devotion fand im darauffolgenden Jahr 1994 in Form der Exotic Tour/Summer Tour ’94 mit Konzerten in Südafrika, Lateinamerika, Südostasien und Ozeanien statt.
Das aufwendige, von Anton Corbijn entworfene Bühnenbild markierte dessen Einstand als Art Director für alle folgenden Depeche Mode-Tourneen, eine Rolle, die er für Musikvideos und Gestaltungen der Alben der Gruppe bereits seit Mitte der 1980er Jahre innehatte.
Der enorme Umfang der Tour, die geschätzte 90 Tonnen Ausrüstung erforderte, deckte zwar die Sponsoringkosten, forderte aber gleichzeitig einen enormen Tribut von allen Bandmitgliedern. Trotz Andrew Fletchers Kommentar, dass „Dave Gahan es [die Tour] liebte … er war auf einem anderen Planeten“, hatte dessen Alkohol- und Drogensucht extrem zugenommen und führte bei ihm zu Verlusten seiner Gesangsstimme, sowie während des Auftritts in New Orleans am 8. Oktober 1993 zu einem leichten Herzanfall, der den Abbruch der Show zufolge hatte. Über die gesamte Tournee mussten wegen Gahans kritischem Gesundheitszustand immer wieder Konzerte abgebrochen, abgesagt oder verlegt werden. Auch Martin Gore fing an, übermäßig zu trinken und hatte mehrere Nervenzusammenbrüche. Fletcher litt an klinischer Depression, bis zu dem Punkt, dass er ab 1994 bei fast allen Terminen durch Daryl Bamonte ersetzt wurde, und auch für Alan Wilder war die Tournee eine enorme Belastung nicht nur in physischer, sondern auch psychischer Hinsicht. Gore kommentierte später: „Ich glaube, nach dieser Tour war niemand mehr derselbe“, und auch das Magazin Q bezeichnete die Devotional Tour später als „die ausschweifendste Rocktour aller Zeiten“.

## Liveaufnahmen
Die Konzerte in Barcelona, Liévin und Frankfurt wurden gefilmt und das zusammengestellte Material später im selben Jahr alsKonzertvideo mit dem Titel Devotional auf VHS veröffentlicht. 2004 erfolgte eine Wiederveröffentlichung dieses Konzertfilms auf DVD. Zusätzlich wurde im Dezember 1993 ein Livealbum mit dem Titel Songs of Faith and Devotion Live veröffentlicht, das alle Lieder des Albums Songs of Faith and Devotion in Liveversionen enthielt. Weitere Konzertaufnahmen der Tournee erschienen als Bonustracks auf den Singles Condemnation und In Your Room.

## Setlist

### Beispiel-Setlist
- Higher Love
- Policy of Truth
- World in My Eyes
- Walking in My Shoes
- Behind the Wheel
- Halo
- Stripped
- Condemnation
- Judas
- A Question of Lust
- Death’s Door
- One Caress
- Get Right with Me
- Mercy in You
- I Feel You
- Never Let Me Down Again
- Rush
- In Your Room
- Personal Jesus
- Enjoy the Silence
- Fly on the Windscreen
- Something to Do (nur am 25. Mai 1993)
- Somebody (nicht am 25. Mai 1993)
- Everything Counts

## Tourdaten
| Nr.                 | Datum              | Stadt             | Land               | Veranstaltungsort                     | Anmerkungen                      |
| Leg 1 – Europa      | Leg 1 – Europa     | Leg 1 – Europa    | Leg 1 – Europa     | Leg 1 – Europa                        | Leg 1 – Europa                   |
| ------------------- | ------------------ | ----------------- | ------------------ | ------------------------------------- | -------------------------------- |
| 1                   | 19. Mai 1993       | Lille             | Frankreich         | Espace Foire                          |                                  |
| 2                   | 21. Mai 1993       | Zürich            | Schweiz            | Hallenstadion                         |                                  |
| 3                   | 24. Mai 1993       | Brüssel           | Belgien            | Forest National                       |                                  |
| 4                   | 25. Mai 1993       | Brüssel           | Belgien            | Forest National                       |                                  |
| 5                   | 27. Mai 1993       | Frederiksberg     | Danemark           | Forum København                       |                                  |
| 6                   | 28. Mai 1993       | Göteborg          | Schweden           | Scandinavium                          |                                  |
| 7                   | 29. Mai 1993       | Stockholm         | Schweden           | Globen                                |                                  |
| 8                   | 31. Mai 1993       | Garbsen           | Deutschland        | Sportpark                             |                                  |
| 9                   | 1. Juni 1993       | Rotterdam         | Niederlande        | Sportpalis Ahoy’                      |                                  |
| 10                  | 3. Juni 1993       | Prilly            | Schweiz            | Patinoire de Malley                   |                                  |
| 11                  | 4. Juni 1993       | Assago            | Italien            | FilaForum                             |                                  |
| 12                  | 7. Juni 1993       | Marino            | Italien            | Palaghiaccio                          |                                  |
| 13                  | 8. Juni 1993       | Florenz           | Italien            | Palasport                             |                                  |
| 14                  | 10. Juni 1993      | Nancy             | Frankreich         | Amphithéâtre du Zénith                |                                  |
| 15                  | 11. Juni 1993      | Nürnberg          | Deutschland        | Frankenhalle                          |                                  |
| 16                  | 12. Juni 1993      | Mannheim          | Deutschland        | Maimarkthalle                         |                                  |
| 17                  | 14. Juni 1993      | Dortmund          | Deutschland        | Westfalenhalle                        |                                  |
| 18                  | 15. Juni 1993      | Dortmund          | Deutschland        | Westfalenhalle                        |                                  |
| 19                  | 16. Juni 1993      | Berlin            | Deutschland        | Waldbühne                             |                                  |
| 20                  | 18. Juni 1993      | Prag              | Tschechien         | Stadion Letná                         |                                  |
| 21                  | 19. Juni 1993      | Leipzig           | Deutschland        | Festwiese                             |                                  |
| 22                  | 21. Juni 1993      | München           | Deutschland        | Olympiahalle                          |                                  |
| 23                  | 23. Juni 1993      | Wien              | Osterreich         | Stadthalle                            |                                  |
| 24                  | 25. Juni 1993      | Stuttgart         | Deutschland        | Schleyerhalle                         |                                  |
| 25                  | 26. Juni 1993      | Lyon              | Frankreich         | Halle Tony Garnier                    |                                  |
| 26                  | 29. Juni 1993      | Paris             | Frankreich         | Palais Omnisport de Bercy             |                                  |
| 27                  | 30. Juni 1993      | Paris             | Frankreich         | Palais Omnisport de Bercy             |                                  |
| 28                  | 3. Juli 1993       | Brest             | Frankreich         | Parc de Penfeld                       |                                  |
| 29                  | 5. Juli 1993       | Bordeaux          | Frankreich         | Patinoire de Mériadeck                |                                  |
| xx                  | 6. Juli 1993       | Argelès-sur-Mer   | Frankreich         | Stade du Marasquer                    |                                  |
| 30                  | 7. Juli 1993       | Toulon            | Frankreich         | Le Zénith Omega                       |                                  |
| 31                  | 10. Juli 1993      | Porto             | Portugal           | Estádio das Antas                     |                                  |
| 32                  | 11. Juli 1993      | Lissabon          | Portugal           | Estádio José Alvalade                 |                                  |
| 33                  | 13. Juli 1993      | Pontevedra        | Spanien            | Estadio Municipal de Pasarón          |                                  |
| xx                  | 14. Juli 1993      | Oviedo            | Spanien            | Estadio Municipal Carlos Tartiere     |                                  |
| 34                  | 15. Juli 1993      | Madrid            | Spanien            | Plaza de Toros de Las Ventas          |                                  |
| 35                  | 17. Juli 1993      | Barcelona         | Spanien            | Palau Sant Jordi                      |                                  |
| 36                  | 21. Juli 1993      | Frankfurt am Main | Deutschland        | Festhalle                             |                                  |
| 37                  | 22. Juli 1993      | Köln              | Deutschland        | Sporthalle                            |                                  |
| 38                  | 24. Juli 1993      | Zeebrugge         | Belgien            | Belgische Kust                        | Belga Beach Festival             |
| 39                  | 27. Juli 1993      | Budapest          | Ungarn             | Hidegkuti Nándor Stadion              |                                  |
| 40                  | 29. Juli 1993      | Liévin            | Frankreich         | Arena Stade Couvert                   |                                  |
| 41                  | 31. Juli 1993      | London            | England            | Crystal Palace National Sports Centre |                                  |
| Leg 2 – Nordamerika |                    |                   |                    |                                       |                                  |
| 42                  | 7. September 1993  | Quebec City       | Kanada             | Le Colisée                            |                                  |
| 43                  | 8. September 1993  | Montréal          | Kanada             | Forum                                 |                                  |
| 44                  | 10. September 1993 | Worcester         | Vereinigte Staaten | Centrum Center                        |                                  |
| 45                  | 12. September 1993 | Landover          | Vereinigte Staaten | Capital Center                        |                                  |
| 46                  | 14. September 1993 | Hamilton          | Kanada             | Copps Coliseum                        |                                  |
| 47                  | 15. September 1993 | Toronto           | Kanada             | SkyDome                               |                                  |
| 48                  | 17. September 1993 | Pittsburgh        | Vereinigte Staaten | Civic Arena                           |                                  |
| 49                  | 18. September 1993 | Philadelphia      | Vereinigte Staaten | Spectrum                              |                                  |
| 50                  | 21. September 1993 | East Rutherford   | Vereinigte Staaten | Brendan Byrne Arena                   |                                  |
| 51                  | 23. September 1993 | New York City     | Vereinigte Staaten | Madison Square Garden                 |                                  |
| 52                  | 24. September 1993 | New York City     | Vereinigte Staaten | Madison Square Garden                 |                                  |
| 53                  | 25. September 1993 | Uniondale         | Vereinigte Staaten | Nassau Veterans Memorial Coliseum     |                                  |
| 54                  | 27. September 1993 | Hampton           | Vereinigte Staaten | Coliseum                              |                                  |
| 55                  | 28. September 1993 | Chapel Hill       | Vereinigte Staaten | Dean E. Smith Center                  |                                  |
| 56                  | 29. September 1993 | Atlanta           | Vereinigte Staaten | The Omni                              |                                  |
| 57                  | 1. Oktober 1993    | Gainesville       | Vereinigte Staaten | O’Connell Center                      |                                  |
| 58                  | 2. Oktober 1993    | Miami             | Vereinigte Staaten | Miami Arena                           |                                  |
| 59                  | 3. Oktober 1993    | St. Petersburg    | Vereinigte Staaten | Florida Suncoast Dome                 |                                  |
| 60                  | 5. Oktober 1993    | Orlando           | Vereinigte Staaten | Orlando Arena                         |                                  |
| 61                  | 8. Oktober 1993    | New Orleans       | Vereinigte Staaten | Lakefront Arena                       |                                  |
| xx                  | 9. Oktober 1993    | Houston           | Vereinigte Staaten | The Summit                            | verlegt auf den 11. Oktober 1993 |
| 62                  | 10. Oktober 1993   | Houston           | Vereinigte Staaten | The Summit                            |                                  |
| 63                  | 11. Oktober 1993   | Houston           | Vereinigte Staaten | The Summit                            |                                  |
| 64                  | 13. Oktober 1993   | Dallas            | Vereinigte Staaten | Reunion Arena                         |                                  |
| 65                  | 14. Oktober 1993   | Dallas            | Vereinigte Staaten | Reunion Arena                         |                                  |
| 66                  | 15. Oktober 1993   | Austin            | Vereinigte Staaten | Frank Erwin Center                    |                                  |
| 67                  | 17. Oktober 1993   | St. Louis         | Vereinigte Staaten | Arena                                 |                                  |
| 68                  | 20. Oktober 1993   | Champaign         | Vereinigte Staaten | UIUC Assembly Hall                    |                                  |
| 69                  | 22. Oktober 1993   | Auburn Hills      | Vereinigte Staaten | Palace of Auburn Hills                |                                  |
| 70                  | 23. Oktober 1993   | Auburn Hills      | Vereinigte Staaten | Palace of Auburn Hills                |                                  |
| xx                  | 24. Oktober 1993   | Cincinnati        | Vereinigte Staaten | Riverbend Music Center                |                                  |
| 71                  | 26. Oktober 1993   | Richfield         | Vereinigte Staaten | Coliseum                              |                                  |
| 72                  | 28. Oktober 1993   | Rosemont          | Vereinigte Staaten | Rosemont Horizon                      |                                  |
| 73                  | 29. Oktober 1993   | Rosemont          | Vereinigte Staaten | Rosemont Horizon                      |                                  |
| 74                  | 30. Oktober 1993   | Minneapolis       | Vereinigte Staaten | Target Center                         |                                  |
| 75                  | 2. November 1993   | Denver            | Vereinigte Staaten | McNichols Sports Arena                |                                  |
| 76                  | 4. November 1993   | Salt Lake City    | Vereinigte Staaten | Delta Center                          |                                  |
| 77                  | 6. November 1993   | Vancouver         | Kanada             | Pacific Coliseum                      |                                  |
| 78                  | 7. November 1993   | Seattle           | Vereinigte Staaten | Center Coliseum                       |                                  |
| 79                  | 8. November 1993   | Portland          | Vereinigte Staaten | Memorial Coliseum                     |                                  |
| 80                  | 12. November 1993  | San Jose          | Vereinigte Staaten | San Jose Arena                        |                                  |
| 81                  | 13. November 1993  | Oakland           | Vereinigte Staaten | Coliseum Arena                        |                                  |
| 82                  | 14. November 1993  | Sacramento        | Vereinigte Staaten | ARCO Arena                            |                                  |
| 83                  | 16. November 1993  | San Diego         | Vereinigte Staaten | Sports Arena                          |                                  |
| 84                  | 18. November 1993  | Phoenix           | Vereinigte Staaten | Arizona Veterans Memorial Coliseum    |                                  |
| 85                  | 20. November 1993  | Inglewood         | Vereinigte Staaten | Great Western Forum                   |                                  |
| 86                  | 21. November 1993  | Inglewood         | Vereinigte Staaten | Great Western Forum                   |                                  |
| 87                  | 23. November 1993  | Inglewood         | Vereinigte Staaten | Great Western Forum                   |                                  |
| 88                  | 24. November 1993  | Inglewood         | Vereinigte Staaten | Great Western Forum                   |                                  |
| 89                  | 26. November 1993  | Inglewood         | Vereinigte Staaten | Great Western Forum                   |                                  |
| xx                  | 27. November 1993  | Las Vegas         | Vereinigte Staaten | Cashman Center                        |                                  |
| 90                  | 2. Dezember 1993   | Mexiko-Stadt      | Mexiko             | Palacio de los Deportes               |                                  |
| 91                  | 3. Dezember 1993   | Mexiko-Stadt      | Mexiko             | Palacio de los Deportes               |                                  |
| Leg 3 – Europa      |                    |                   |                    |                                       |                                  |
| 92                  | 12. Dezember 1993  | Dublin            | Irland             | The Point Depot                       |                                  |
| 93                  | 14. Dezember 1993  | Birmingham        | England            | National Exhibition Centre            |                                  |
| 94                  | 17. Dezember 1993  | Manchester        | England            | G-Mex Centre                          |                                  |
| 95                  | 18. Dezember 1993  | Sheffield         | England            | Sheffield Arena                       |                                  |
| 96                  | 20. Dezember 1993  | London            | England            | Wembley Arena                         |                                  |

## Band
- Dave Gahan: Gesang
- Martin Gore: Synthesizer, Sampler, Gitarre, Hintergrundgesang, Gesang bei Judas, A Question of Lust, Death’s Door, One Caress, Something to Do und Somebody
- Andrew Fletcher: Synthesizer, Sampler, Hintergrundgesang
- Alan Wilder: Synthesizer, Sampler, Klavier, Schlagzeug, E-Drum-Pads, Hintergrundgesang
- Hildia Campbell: Hintergrundgesang
- Samantha Smith: Hintergrundgesang